# Bartoszyce
Pour les articles homonymes, voir Bartenstein.
Bartoszyce (en allemand : Bartenstein, en vieux-prussien : Bartanstabs) est une ville de la voïvodie de Varmie-Mazurie, dans le nord de la Pologne.
La ville est située à : 71 km d'Olsztyn, 256 km de Varsovie, 177 km de Gdańsk, 17 km de la frontière russe et à 58 km de Kaliningrad (en Russie).

## Histoire

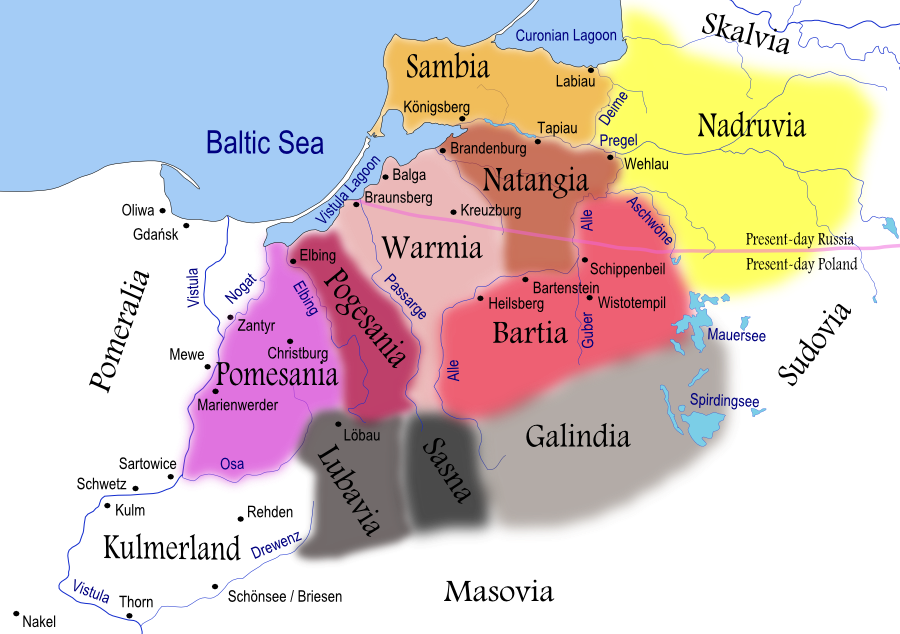
Carte des tribus prussiennes au XIII

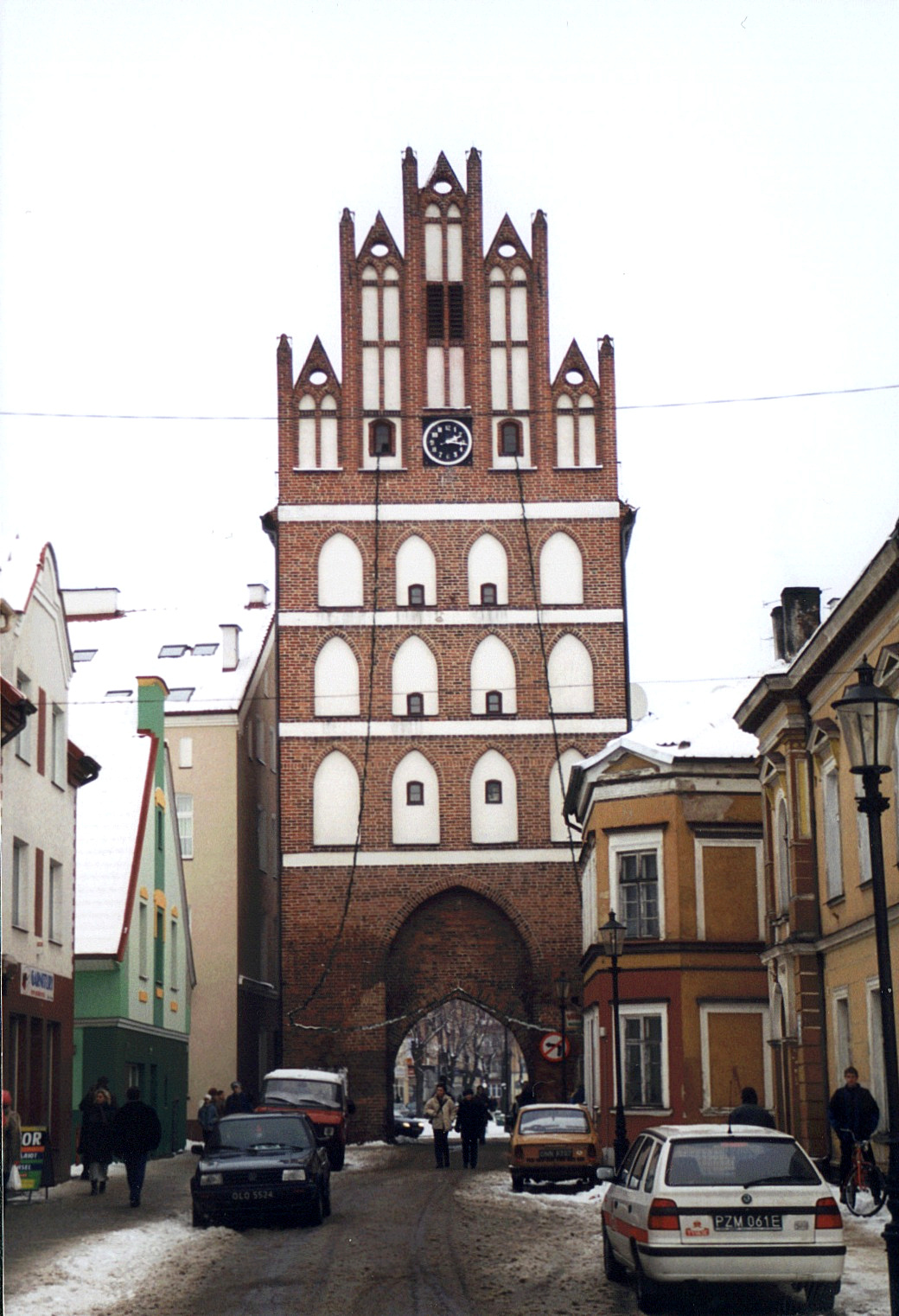
La porte de Lidzbark (Heilsberger Tor en allemand)

En 1240, les chevaliers teutoniques construisent une fortification en bois dans une boucle de la rivière Łyna, à la limite des territoires des Natangiens et des Bartiens (en). C'est une des premières implantations en prusse des chevaliers, avec les châteaux de Reszel et de Wissenburg (près de Sępopol). Après 1274, dépendant de la commanderie de Balga, un château en pierre est construit. La ville est fondée en 1326 et porte tout d'abord le nom Rosenthal. En 1132, le grand maitre Luther von Braunschweig lui attribue les privilèges du Droit de Culm. Elle reçoit alors le nom de Bartenstein. Le privilège est assorti d'une subvention pour l'église, mais le pasteur n'apparaît dans les documents qu'en 1345. La ville grandi rapidement. En 1356 il y a déjà une maison de marchands. Des remparts sont construits en 1359. En 1361 il s'y trouvent déjà deux églises. Trois portes sont ouvertes dans les remparts dont il subsiste la porte de Lidzbark.
Dans le milieu du XVe siècle, les prussiens se révoltent contre les chevaliers teutoniques qui leur imposent de lourdes taxes. C'est le début de la guerre de Treize Ans. La fortification est détruite et ne sera pas reconstruite.
Jusqu'en 1945 Bartenstein est le chef-lieu de l'arrondissement de Bartenstein (ancien arrondissement de Friedland, jusqu'en 1927) depuis 1902. Elle faisait partie de la province de Prusse-Orientale.
Après la capitulation allemande, la souveraineté sur la ville fut transférée solennellement aux autorités polonaises le 19 mai 1945 par les Soviétiques.
Cette zone fut attribuée en 1945 par les Accords de Potsdam à la Pologne.

## Personnalités notables
- Max Baginski (1864–1943), anarchiste germano-américain
- Erwin Geschonneck (1906–2008), acteur
- Hans Koch (1893–1945), Résistant
- Zbigniew Lubiejewski (1949), athlète
- Hans-Joachim Reske (1940), athlète
- Günther Schack (1917–2003), pilote automobile
- Ferdinande von Schmettau (de) (1798–1879), figure des guerres napoléoniennes

### Villes jumelées
Bartoszyce est jumelée avec :
- Pionerski (Russie)
- Bagrationovsk (Russie)
- Nienburg/Weser (Allemagne)
- Emmaboda (Suède)
- Mława (Pologne)

## Sources
1. ↑  Sur le site officiel de la ville
2. ↑  (de) Joanna Ewa Wisniewska, Preußisch Holland/Paslek – Die Wende des Jahres 1945. Die Vertreibung/Aussiedlung der deutschen Bevölkerung, 206 (lire en ligne), p. 91